# غينادي غاغوليا
غينادي ليونيديبا غاغوليا (4 يناير 1948 إلى 8 سبتمبر 2018) كان سياسيا أبخازيا وكان رئيسا لوزراء أبخازيا ورئيس غرفة التجارة والصناعة. شغل منصب رئيس الوزراء الأول في أبخازيا بعد أن تم تأسيس المكتب بموجب الدستور في عام 1995، وتم الاحتفاظ به حتى عام 1997. وعاد إلى المنصب في عام 2002 وبقي لعدة أشهر حتى عام 2003، واحتفظ بها لآخر مرة عام 2018، قبل أن يموت في حادث سيارة.

## الوفاة
قتل غاغوليا في حادث سيارة خارج قرية ميوسيرا، مقاطعة غوداوتا في 8 سبتمبر 2018. وكان عائدا من مطار سوتشي الدولي عقب زيارة مع خاجيمبا إلى بشار الأسد في دمشق في الفترة من 4 إلى 7 سبتمبر. اصطدمت سيارة مع القافلة، ودفع التأثير سيارة غاغوليا إلى الخندق. وأشار خاجيمبا، الذي كان يسافر في نفس القافلة ورأى الحادث، إلى أنها لم تكن محاولة اغتيال أو إرهاب، بل كانت مجرد حادث. كما أصيب اثنان آخران، حارس غاغوليا الشخصي وسائق، في الحادث.